# ناغية واليشية
ناغية واليشية (الاسم العلمي:Nageia wallichiana) هي نوع من النباتات تتبع جنس الناغية من الفصيلة المعلاقية.